# Gwendoline Etonde Burnley
Gwendoline Etonde Burnley, née Martin le 29 février 1932 à Buéa et morte le 7 mars 2020, est une femme politique camerounaise et consultante en développement. Elle est la première Camerounaise de l'Ouest du Moungo à être députée à l'Assemblée nationale du Cameroun, de 1969 à 1988.

## Biographie

### Origines et études
Gwendoline Burnley est née le 29 février 1932 à Buéa. Elle est la fille d'Ernest Kofele Martin et de Hannah Nene Enanga Martin, née Steane. Elle fréquente l'école primaire de la Basel Mission School à Buéa, avant d'intégrer la CMS Girls School à Lagos. Après l'université, elle obtient un diplôme de troisième cycle en protection sociale à La Haye. En 1960, elle épouse R.E.G. Burnley.

### Carrière politique
Nommée représentante des femmes à la Chambre d'assemblée du Cameroun occidental, elle a déclaré :
« J'enseignais alors à Kumba, je crois. Et je n'étais même pas parmi les femmes du parti qui aidaient à faire en sorte que les gens soient nourris et que tout ce qui devait être fait soit fait. J'ai juste entendu mon nom et que j'avais été choisie pour représenter les femmes. Je pense qu'après avoir traversé le processus électoral et découvert qu'il n'y avait pas de femmes parmi eux, ils ont décidé de mettre une femme. Et c'est comme ça que je suis entrée en politique. »
Après un mandat à la Chambre d'assemblée du Cameroun occidental, cette assemblée a été dissoute. Gwendoline Burnley est retournée au ministère[Lequel ?] où elle travaillait, jusqu'à la formation de la nouvelle Assemblée nationale. Seule femme à intégrer la nouvelle Assemblée en 1969, elle effectue quatre mandats jusqu'en 1988, date à laquelle le nombre de femmes parlementaires était passé à 17. En 2012, elle critique l'absence de progrès continus dans l'augmentation de la représentation des femmes à l'Assemblée nationale.
Elle meurt le 7 mars 2020.